# Setracovirus
Setracovirus és un subgènere del gènere Alphacoronavirus. Pertany a la família Coronaviridae, de l'ordre Nidovirales i incertae sedis del regne dels Riboviria .